# ヘンリエッタ・マリー (奴隷船)
| ヘンリエッタ・マリー | ヘンリエッタ・マリー               | ヘンリエッタ・マリー               |
| 船歴                 | 船歴                               | 船歴                               |
| -------------------- | ---------------------------------- | ---------------------------------- |
| 建造                 | 17世紀、フランスにて建造           | 17世紀、フランスにて建造           |
| 鹵獲                 | 大同盟戦争でイギリスによって鹵獲。 | 大同盟戦争でイギリスによって鹵獲。 |
| 喪失                 | 1700年沈没                         | 1700年沈没                         |
| 発見                 | 1972年にダイバーによって発見。     | 1972年にダイバーによって発見。     |
| 要目                 |                                    |                                    |
| 船種                 | 奴隷船                             | 奴隷船                             |
| 船籍                 | ロンドン                           | ロンドン                           |
| 排水量               | 総トン数                           | 108t                               |
| 排水量               | 英トン                             | 120t                               |
| 全長                 | 18 - 24m（60 - 80フィート）        | 18 - 24m（60 - 80フィート）        |
| 乗員                 | 約18人                             | 約18人                             |

ヘンリエッタ・マリー（Henrietta Marie）は、アフリカ人捕虜を西インド諸島へ奴隷として販売するために運搬していた奴隷船。イングランドへの帰路、フロリダ州の南端で難破した。後に沈没船として発見され、現在までに確認されているわずかな沈没奴隷船の一つである。

## 歴史
17世紀頃フランスで建艦され、17世紀後半に大同盟戦争で戦利品としてイギリスの所有物となったと思われる。大西洋奴隷貿易に使用され、少なくとも2回は西インド諸島にアフリカ人奴隷を運んだ。1697年から1698年の最初の航海では、アフリカから200人以上を運び、彼らはバルバドスで奴隷として売られた。
1699年、三角貿易の最初の航程として交易品を積載してイングランドを出航した。交易品は、鉄と銅の延べ棒、ピューター製の食器、ガラスビーズ、布、ブランデーなどであった。航海の利益の10％と引き換えに、当時アフリカからイングランド間の貿易を独占していた王立アフリカ会社の認可を得た航海であった。ギニアのカラバリ王国において、アフリカ人捕虜を取引したことが知られている。船はその後、アフリカから西インド諸島に向かう第二の航程に入り、1700年5月、ジャマイカのポート・ロイヤルに191人のアフリカ人を陸揚げし売却した。その後、三角貿易の第3航程としてイングランドに持ち帰るために、砂糖、木綿、染料木、生姜を積み込んだ。ポートロイヤル出航後、キューバとイスパニョーラ島間に出没する海賊を避けて、キューバ西端のユカタン海峡を通過し、メキシコ湾流に乗った。これは、カリブ海からヨーロッパに戻る定番の航路であった。キーウェストから約35マイル（56.3km）西のマルケサス・キーズ島の近くのNew Ground Reefで難破した。生存者はなく、船のこともほぼ3世紀にもわたって忘れ去られていた。

## 発見と引き揚げ
1972年、メル・フィッシャーの Treasure Salvors, Incの子会社が運営するボートによる磁気センサを用いた調査で発見された。最初の捜索では2つの碇と大砲が発見された。1973年に再捜索が行われた。奴隷を縛り付けるビルボー型かせや、鉄枷などの人工物が回収された。この難破船はおそらく宝船ではなく奴隷船だと気づき、船体や回収物を元の場所へ戻した。フィッシャーの会社の下請けをしていたヘンリー・テイラーは、1983年から1985年にかけて、このEnglish wreckと呼ばれていた難破船を考古学者デイビッド・ムーアの助けを借りて発掘した。発見された青銅製の号鐘にThe Henrietta Marie 1699と刻まれていたことから、船名が確認された。沈没現場の調査と発掘が、間隔を開けながら継続的に行われている。
この船からは奴隷船としては最大の7000以上の遺物（および30,000以上のガラスビーズ）が見つかっている。これらは奴隷船や奴隷貿易を理解するのに非常に役立つものである。80個以上のビルボー型かせを構成する部品が沈没現場で発見された。通常2人の奴隷をつなぐ為、160人以上の奴隷を拘束していたと思われる。明らかにアフリカで行われた捕虜の取引と共に得たであろう象牙を含む交易品や、船の機材、乗組員の日用品なども発掘された。竜骨の大半や船尾材を含む船体の一部は現存しており、測定後に現場へ戻されている。
沈没現場で見つかった2つの銅製の大釜は、航海上の乗組員や奴隷の食事に光を当てるものである。コーリー・マルコム（Corey Malcom）は、2つあるのは乗組員の食事と奴隷の食事を別々に調理するためであると主張している。一つの大釜は、容積1.5立方ヤードで区分けがなかった。この釜は奴隷用のマッシュまたはオートミールの重湯のようなものを調理するのに使われたと思われる。難破時点では奴隷が乗船していなかったため、大釜は、鎖の保管に使用されていた。2つ目の釜は小ぶりで、1立方フィートと1.5立方フィート容積で2つに仕切られていた。この釜は乗組員のための2通りの食事を調理するために使用されていた可能性がある。

## 伝説
1993年5月、全米黒人スキューバ・ダイビング協会（National Association of Black Scuba Divers）は、発見現場に記念プレートを置いた。プレートには、数千マイルも離れたアフリカの海岸に向かって設置され、奴隷船の名前と一緒に『苦痛を味わったアフリカの奴隷たちの勇気をたたえ、ここに追悼する。この船の名をかたり、我らの先祖の魂に優しく触れよ』（In memory and recognition of the courage, pain and suffering of enslaved African people. Speak her name and gently touch the souls of our ancestors.）と刻まれている。 Dr.コリン・パーマーは「その奴隷船の歴史は1700年に一度終わっているものの、船が伝えてくれたことは今日まで残っている。この船の重要さは、黒人たちが受けてきた仕打ちを象徴的かつ隠喩的かつ現実的に示すものとして、重要なものとなる」（the story ends in 1700 for this particular ship, but the story of what the ship represented continues today, The importance of the "Henrietta Marie" is that she is an essential part of recovering the black experience - symbolically, metaphorically and in reality.）と述べた。
1995年にドキュメンタリーSlave Ship: The Testimony of the Henrietta Marieが製作され、コーネル・ウェストがナレーションを務めた。
ヒストリーチャンネルのDeep Sea Detectivesでも紹介された。
1995年に"A Slave Ship Speaks: the Wreck of the Henrietta Marie"と題された展覧会がメル・フィッシャー海洋遺産協会によって開かれ、10年以上かけて全米の博物館で巡回展示が行われた。

## 注
1. ↑  フィッシャーの会社はヌエストラ・セニョーラ・デ・アトーチャと、1622年にフロリダキーズ周辺でハリケーンにより難破したインディアス艦隊の船を捜索していた。

## 関連文献
- Burnside, Madeleine H. and Rosemary Robotham (1997) Spirits of the Passage Simon & Schuster.
- Cottman, Michael H. (1999) The Wreck of the Henrietta Marie: An African American's Spiritual Journey to Uncover a Sunken Slave Ship's Past. Harmony Books.
- Steinberg, Jennifer. (2002) "Last Voyage of the Slave Ship Henrietta Marie". National Geographic Magazine. August, 2002.
- Webster, Jane (December 2005). “Looking for the material culture of the Middle Passage”. Journal for Maritime Research.  オリジナルの2011年9月28日時点におけるアーカイブ。.